# Nichols (Wisconsin)
Nichols es una villa ubicada en el condado de Outagamie en el estado estadounidense de Wisconsin. En el Censo de 2010 tenía una población de 273 habitantes y una densidad poblacional de 122 personas por km².

## Geografía
Nichols se encuentra ubicada en las coordenadas 44°34′2″N 88°28′4″O / 44.56722, -88.46778. Según la Oficina del Censo de los Estados Unidos, Nichols tiene una superficie total de 2.24 km², de la cual 2.24 km² corresponden a tierra firme y (0%) 0 km² es agua.

## Demografía
Según el censo de 2010, había 273 personas residiendo en Nichols. La densidad de población era de 122 hab./km². De los 273 habitantes, Nichols estaba compuesto por el 95.24% blancos, el 0% eran afroamericanos, el 2.93% eran amerindios, el 0% eran asiáticos, el 0% eran isleños del Pacífico, el 1.83% eran de otras razas y el 0% pertenecían a dos o más razas. Del total de la población el 1.83% eran hispanos o latinos de cualquier raza.